# آیرن جانکشن (مینه‌سوتا)
آیرن جانکشن، مینه‌سوتا (به انگلیسی: Iron Junction, Minnesota) یک شهر در ایالات متحده آمریکا است که در شهرستان سنت لوئیس واقع گردیده است.

## خصوصیات
آیرن جانکشن ۲٫۱۵ کیلومترمربع مساحت و ۸۶ نفر جمعیت دارد و ۴۲۳ متر بالاتر از سطح دریا واقع شده‌است.